# شورلت کروز

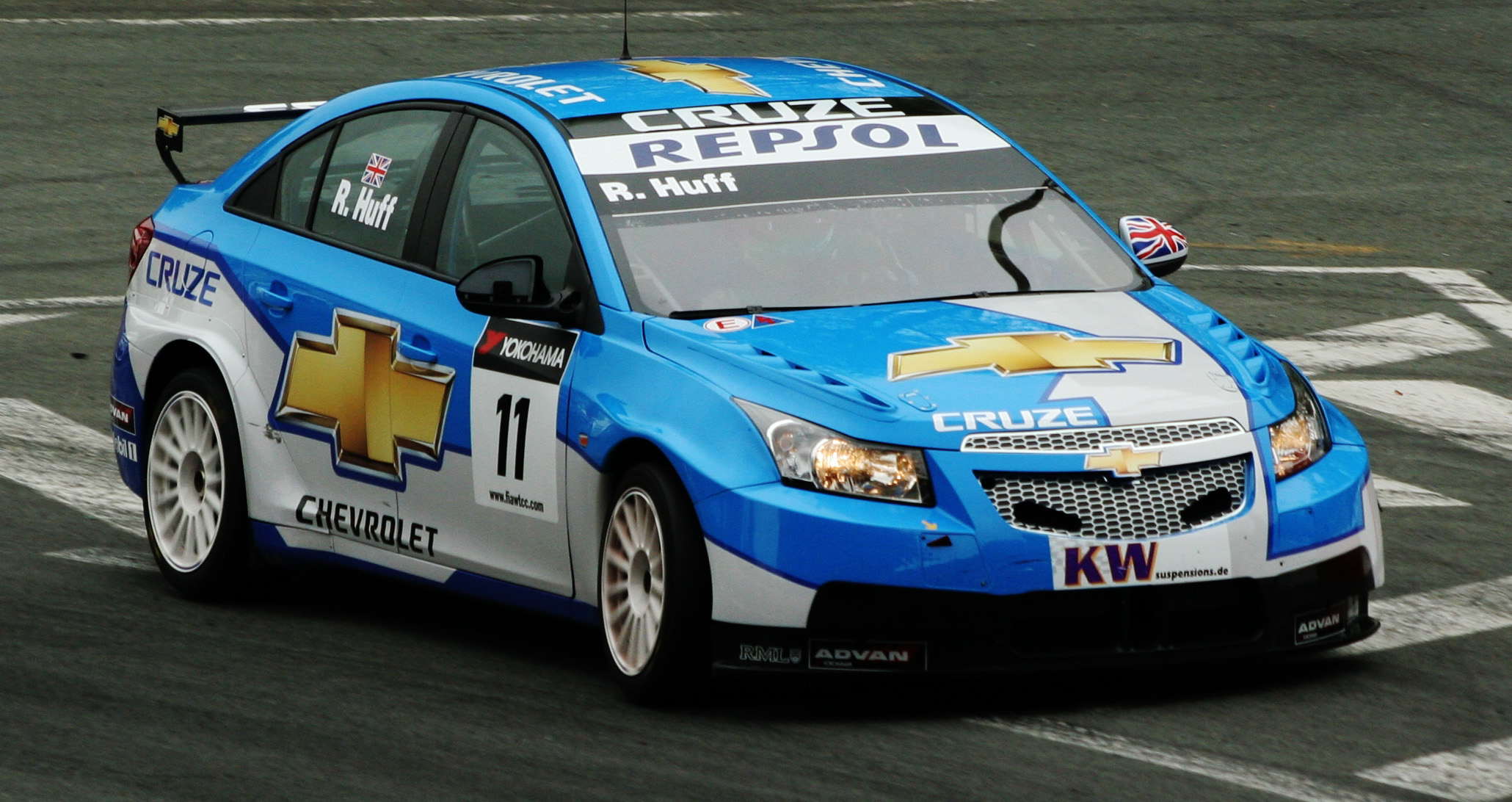

شورلت کروز (به انگلیسی: Chevrolet Cruze) یکی از مدل‌های سواری شورلت است. کروز خودرویی اقتصادی محسوب می شود و رقبایی چون هیوندای النترا، هوندا سیویک و تویوتا کرولا بیانگر کلاس قیمتی و بدنه ای این خودرو است. دو نسخه این خودرو، سدان و هاچ بک است و در دو تیپ LT و Premier عرضه شده است. موتور 4 سیلندر 1.4 لیتری توربو این خودرو نشانگر خودرویی خانوادگی، آرام و اقتصادی است.